# Síntesis literaria
Una síntesis, en literatura, es un escrito donde se anotan las ideas principales de un texto. A diferencia del resumen, este presenta las ideas generales del autor; por lo tanto, casi siempre es el lector quien la publica. En un libro, la síntesis literaria se presenta al principio; puede ser el punto de vista del autor sobre el libro, o un resumen del contenido.

## Síntesis
Una síntesis es la composición de algo a partir del análisis de todos sus elementos. Se trata de la versión abreviada de cierto texto que una persona realiza a fin de extraer la información o los contenidos más importantes
En la síntesis, el lector expresa con sus propias palabras y estilo la idea principal del autor, cambiando el orden según sus intereses, utilizando analogías, trabajo de investigación, ampliación y confrontación con base en los objetivos.
Se basa en las ideas centrales de un texto, sin embargo, la construcción de una de ellas no resulta una tarea sencilla. Es importante que la síntesis de un texto, a pesar de ser obra de una persona diferente, sea un texto más pequeño que muestre la intención original que el autor del texto madre quiso reflejar, por lo tanto, es importante evitar incluir ideas nuevas o percepciones propias acerca de lo que se está queriendo resumir.
Para la realización de una buena síntesis lo recomendado es realizar una lectura completa del texto, y luego, una segunda lectura en la que se subrayan las ideas centrales. Durante el proceso de la relectura es de gran ayuda notar la estructura del texto, el que debiera contener una introducción, un desarrollo y una conclusión. De este modo, resultará más fácil organizar las ideas extraídas y redactar un nuevo texto sin modificar la intención del autor original. Al realizar una síntesis es muy importante y/o relevante el saber que no se debe crear un resumen, ya que de lo contrario dejaría de ser una síntesis.